# Stadium (míra)
Latinsky stadium, řecky stadion (oboje střední rod, mn. číslo stadia, skloňování podle vzoru „studium“) byla antická řecká a Římany převzatá délková míra, odvozená od délky dráhy stadionu. Základní míra činila 600 stop, avšak díky různému přepočtu byla na mnoha místech antického světa jinak dlouhá, její délka kolísá mezi 160 a 210 metry – například délka olympijského stadia činí 192,27 m, zatímco řeckořímské stadium měří 178,6 m.
V učebnici Vyšší geodézie - Josef Vykutil je uvedena následující definice: "Jedna stadie byla vzdálenost, kterou prošel člověk klidným krokem od okamžiku kdy se na horizontu objevil horní okraj Slunce až po okamžik , kdy vyšlo celé Slunce, tj. kdy se na horizontu objevil jeho dolní okraj."
To znamená, že staří Řekové definovali nějakou větší vzdálenost (míru) pomocí konstantního časového úkazu. Je zřejmé, že na různých rovnoběžkách bude tato definice dávat jiné délkové výsledky.